# Nysius lichenicola
Nysius lichenicola är en insektsart som beskrevs av George Willis Kirkaldy 1910. Nysius lichenicola ingår i släktet Nysius och familjen fröskinnbaggar. Inga underarter finns listade i Catalogue of Life.